# Servo inutile
Servo inutile è un romanzo di Rodolfo Doni, pubblicato in Italia nel 1982.

## Struttura del libro
Scritto in forma di Diario, il racconto si svolge in tre sezioni temporali:
- nel 1968 a Roma;
- nel 1973 a Napoli;
- nel 1980 nuovamente a Roma e sui Colli Albani.

## Trama
Enrico Cini è un giovane prete, molto apprezzato per la sua cultura. Insegnante di liceo, rampollo di un'agiata famiglia, collabora come giornalista presso i più influenti giornali cattolici. Avendo ospitato una giovane rimasta orfana, Claudia (figlia adottiva di un suo fratello), ben presto nasce tra i due una relazione amorosa.
Allorché il vescovo, con l'intento di sorvegliare una situazione difficile, decide di inviare Enrico al Fosso Tibertino, egli accetta il trasferimento e porta con sé anche Claudia. Qui entra a far parte di un esperimento evangelico promosso da Silvio, un prete totalmente dedito al recupero di poveri, sfortunati e malati. Silvio ha molto seguito e raduna intorno a sé più di mille parrocchiani. Nella comunità si lavora sodo, si aiutano i fratelli, si prega.
Tuttavia siamo nell'epoca che ha visto concludersi il Concilio Vaticano II con le sue contraddizioni e, non per caso, il gregge di Silvio fa molte concessioni alla politica, all'ideologia di sinistra e si apre a errori dottrinari, divulgati in un catechismo sbocciato dall'humus depresso della parrocchia.
Mentre Claudia trova un impiego presso i laboratori per portatori di handicap, Silvio rischia di essere allontanato dal vescovo, che a sua volta spera nell'azione moderatrice di Enrico. Ma la comunità si rivela molto aggressiva nel voler difendere le conquiste ottenute socialmente e perciò sfida il vescovo, e appoggia Silvio. Seguono incidenti di vario genere.
Enrico deve anche prendere una decisione sul suo futuro con Claudia, la quale si sta allontanando dalla fede. Lei vuole almeno un figlio dall'uomo che ama. Così, non ritenendo di rimanere al Fosso Tibertino, Enrico chiede ed ottiene la dispensa per sposarsi religiosamente e si trasferisce a Napoli.
La coppia avrà un primo figlio, nato con un handicap fisico che getta i genitori nell'angoscia. Ma non si tratta di una punizione di Dio e anzi Claudia, un po' per volta ritrova il suo equilibrio; Enrico continua a scrivere per giornali vari e si impegna sul fronte dei preti sposati che vorrebbero essere riammessi al sacerdozio. Ma, raggiunta la vetta del successo, egli manca un importante articolo e ben presto si trova messo da parte.
Anche con Silvio, che vede solo occasionalmente, avviene ciò che covava da anni: Enrico non è d'accordo sulla piega troppo politicizzata che ha preso, e tanto meno sulle libertà dottrinali che Silvio sostiene, ma Enrico ha sempre taciuto, dimostrandosi "servo inutile", pronto a ritirarsi in se stesso. Disperato, chiede aiuto a padre Carlo, che lo conosceva da sempre, però il sant'uomo gli parla in linguaggio incomprensibile, salvo che lo respinge e gli dice di ricominciare tutto.
Ed è questo che farà Enrico: tornerà nella Chiesa servendo come laico. E potrà amare la sua Chiesa di amore più puro e umile. Amerà anche molto meglio la sua famiglia, alla quale non si è mai negato, (hanno avuto una seconda figlia con grandissima gioia di entrambi e soprattutto di Claudia). Teorizzando un amore doppio, per Dio e per la famiglia, ha rischiato di non amare nessuno; ed ora, con semplicità e spoglio delle molte sue vanità, Enrico sarà riconciliato.

## Edizioni
- R. Doni, Servo inutile, ed Rusconi, Milano 1982;
- R. Doni, Servo inutile, ed Polistampa, Firenze 2007 (fa parte di Opere / Rodolfo Doni);
- R. Doni, Servo inutile, ed San Paolo, Cinisello Balsamo 2008;